# Georg Bruckbauer
Georg Bruckbauer (* 23. Juli 1900 in Wien; † 13. April 1976 in Bühl, Baden) war ein österreichischer Kameramann.

## Leben
Bruckbauer besuchte die Graphische Lehr- und Versuchsanstalt in Wien, wo er eine Ausbildung in der Photochemie erhielt. Danach war er zwei Jahre Praktikant bei einer Wiener graphischen Kunstfirma.
1919 fand er zur Wiener Kunstfilm, dann zur Vita-Film, für die er bis zu deren Konkurs 1924 arbeitete. Von 1924 bis 1926 drehte er Wochenschau-Filme. 1926 wechselte er nach Berlin, wo er bald zum Chefoperator aufstieg.
Nach der Machtergreifung der Nationalsozialisten zog er sich in seine österreichische Heimat zurück, ging aber bald erneut nach Berlin. Bruckbauer stand bei einer großen Anzahl von Filmproduktionen, in der Regel typische Unterhaltungsfilme dieser Epoche, hinter der Kamera. Lediglich Helmut Käutners Inszenierung Romanze in Moll nach Guy de Maupassant fällt etwas aus dem Rahmen. Auch in den 50er und beginnenden 60er Jahren zeichnete er für zahlreiche Spielfilme als Kameramann verantwortlich.

## Filmografie
- 1926: Wien, Wien – Nur du allein
- 1927: Die leichte Isabell
- 1927: Die Frau die nicht nein sagen kann
- 1928: Ariane im Hoppegarten
- 1929: Der Weg durch die Nacht
- 1929: Die Schleiertänzerin
- 1929: Morgenröte
- 1929: Anschluß um Mitternacht
- 1930: Verklungene Träume
- 1930: Die Somme
- 1931: Sturm auf drei Herzen
- 1931: Walzerparadies
- 1931: Schatten der Manege
- 1931: Einer Frau muß man alles verzeih'n
- 1931: Douaumont – Die Hölle von Verdun
- 1932: Tannenberg
- 1932: Melodie der Liebe
- 1932: Trenck
- 1933: Karl renoviert seine Wohnung
- 1933: Keinen Tag ohne Dich
- 1933: Alle machen mit
- 1933: Unsichtbare Gegner
- 1933: Kleines Mädel – großes Glück
- 1933: Wenn Männer kochen
- 1933: Schwarzwaldmädel
- 1934: Csibi, der Fratz
- 1934: Der Schrecken vom Heidekrug
- 1934: Meine Frau, die Schützenkönigin
- 1934: Alte Kameraden
- 1935: Wenn ein Mädel Hochzeit macht
- 1936: Blonder Mann übern Weg
- 1936: Der Dschungel ruft
- 1936: Hilde Petersen postlagernd
- 1936: Schatten der Vergangenheit
- 1936: Stärker als Paragraphen
- 1936: Onkel Bräsig
- 1936: Dahinten in der Heide
- 1937: Man spricht über Jacqueline
- 1937: Versprich mir nichts!
- 1937: Meine Freundin Barbara
- 1938: Mutterlied
- 1938: Immer nur du (Solo per te)
- 1938: Gauner im Frack
- 1938: Konzert in Tirol
- 1938: Nanu, Sie kennen Korff noch nicht?
- 1938: Prinzessin Sissy
- 1939: Irrtum des Herzens
- 1939: Verdacht auf Ursula
- 1939: Ich verweigere die Aussage
- 1940: Meine Tochter lebt in Wien
- 1940: Meine Tochter tut das nicht
- 1941: Liebe ist zollfrei
- 1941: So gefällst Du mir
- 1941: Der Meineidbauer
- 1942: Aus eins mach' vier
- 1942: Die Sache mit Styx
- 1943: Die große Nummer
- 1943: Die Wirtin zum Weißen Rößl (nur am Beginn der Dreharbeiten)
- 1943: Akrobat schö-ö-ö-n
- 1943: Romanze in Moll
- 1944: Die Degenhardts
- 1944: Der Verteidiger hat das Wort
- 1944: Solistin Anna Alt
- 1944/48: Eine alltägliche Geschichte
- 1945: Leb' wohl, Christina
- 1945: Der Scheiterhaufen
- 1948: Der Herr vom andern Stern
- 1948: Straßenbekanntschaft
- 1948: Blockierte Signale
- 1949: Eine große Liebe
- 1949: Hallo Fräulein!
- 1950: Wenn eine Frau liebt
- 1950: Die Treppe
- 1951: Professor Nachtfalter
- 1951: Hanna Amon
- 1951: Die verschleierte Maja
- 1952: Der bunte Traum
- 1952: Tanzende Sterne
- 1952: Alle kann ich nicht heiraten
- 1952: Der große Zapfenstreich
- 1953: Der Kaplan von San Lorenzo
- 1953: Sterne über Colombo
- 1954: Kaisermanöver
- 1954: Die Gefangene des Maharadscha
- 1954: Der Zarewitsch
- 1955: Liebe ohne Illusion
- 1955: Verrat an Deutschland
- 1955: Der Hauptmann und sein Held
- 1955: Rosenmontag
- 1955: Der Kongreß tanzt
- 1956: Das Bad auf der Tenne
- 1956: …und wer küßt mich? (Ein Herz und eine Seele)
- 1956: Du bist Musik
- 1956: Weil du arm bist, mußt du früher sterben
- 1956: Zwischen Zeit und Ewigkeit
- 1957: Der Bauerndoktor von Bayrischzell
- 1957: Frühling in Berlin
- 1957: Scherben bringen Glück
- 1957: Die Beine von Dolores
- 1957: Der Fuchs von Paris
- 1958: Grabenplatz 17
- 1958: Nachtschwester Ingeborg
- 1958: Zwei Herzen im Mai
- 1958: Schwarzwälder Kirsch
- 1958: Der eiserne Gustav
- 1958: Der Maulkorb
- 1959: Schlag auf Schlag
- 1959: So angelt man keinen Mann
- 1959: Paradies der Matrosen
- 1959: Alle Tage ist kein Sonntag
- 1960: Die Rote Hand
- 1960: Schlußakkord
- 1961: Adieu, Prinzessin
- 1961: Blond muß man sein auf Capri
- 1963: Ist Geraldine ein Engel?
- 1963: Das große Liebesspiel
- 1965: Ein Ferienbett mit 100 PS